# Utiaganowo (rejon abzieliłowski)
Utiaganowo (ros. Утяганово) – wieś (dieriewnia) w Rosji, w Baszkortostanie, w rejonie abzieliłowskim. W 2021 liczyła 414 mieszkańców.